# Vale Tudo
Vale Tudo é uma telenovela brasileira que foi produzida pela TV Globo e exibida em 16 de maio de 1988 até 6 de janeiro de 1989, em 204 capítulos. Substituiu Mandala e foi substituída por O Salvador da Pátria, sendo a 39.ª "novela das oito" transmitida pela emissora.
Criada e escrita por Gilberto Braga, Aguinaldo Silva e Leonor Bassères, teve direção de Dennis Carvalho, também diretor geral, e Ricardo Waddington.
Conta com atuações de Regina Duarte, Antônio Fagundes, Glória Pires, Carlos Alberto Riccelli, Beatriz Segall, Reginaldo Faria, Lídia Brondi, Cássio Gabus Mendes e Renata Sorrah nos papéis principais.
Em 2016 Vale Tudo e Avenida Brasil foram eleitas pela revista Veja as "melhores telenovelas brasileiras" de todos os tempos.

## Enredo
A trama tem como plano de fundo a corrupção e a falta de ética no final dos anos 1980 no Brasil. Narra a história de Raquel Accioli (Regina Duarte), que foi casada com Rubinho (Daniel Filho), de quem se separou há cerca de dez anos. Depois de uma discussão, ela decidiu abandoná-lo e ir morar em Foz do Iguaçu, na casa de seu pai, Salvador (Sebastião Vasconcelos), com a ambiciosa filha Maria de Fátima (Glória Pires). O único bem da família é uma modesta casa que Salvador passou para o nome da neta. Raquel vive como guia de turismo e depois que Salvador morre, Fátima vende a casa sem comunicar à mãe e parte para o Rio de Janeiro para tentar uma vida melhor. Fátima é o oposto da mãe: é inescrupulosa, tem horror à pobreza e fará de tudo para enriquecer. No Rio, ela se envolve com César Ribeiro (Carlos Alberto Ricceli), ex-modelo que teve o mundo das passarelas aos seus pés, e que agora é garoto de programa. Raquel parte para o Rio à procura da filha e conhece o administrador de empresas Ivan (Antônio Fagundes): os dois se apaixonam e constroem uma relação. Para ganhar a vida, ela começa a vender sanduíches na praia.
Enquanto a mãe trabalha honestamente, Fátima é apresentada por César a Solange Duprat (Lídia Brondi), produtora de moda da revista Tomorrow. Passa a atuar como modelo e vai morar com César, que a incentiva a seduzir o milionário Afonso Roitman (Cássio Gabus Mendes), namorado de Solange, para se casar com ele. Afonso é filho da poderosa empresária Odete Roitman (Beatriz Segall), diretora de uma companhia aérea, a TCA, onde Ivan trabalha como operador de telex. Ela adora manipular a vida dos filhos, além de tratar mal os empregados, se achar superior a todos e odiar o Brasil. Com o objetivo de se casar com Afonso, Fátima se une a Odete depois da mulher prometer ajudar com que o casamento ocorra, em troca de separar sua mãe de Ivan, para que assim ele se case com Heleninha (Renata Sorrah), filha de Odete, uma mulher insegura que sofre com os problemas de alcoolismo e que mora com a tia, a bondosa Celina (Nathalia Timberg). Assim, Fátima se casa com Afonso e desfruta da riqueza que sempre sonhou.
Ainda há Marco Aurélio (Reginaldo Faria), braço direito de Odete nos negócios, que foi casado com Heleninha no passado. Os dois tiveram um filho: Thiago (Fábio Villa Verde), que começa a sofrer com as desconfianças de seu pai de que ele seja homossexual. Mau-caráter e sem fundamentos morais, ele desvia o dinheiro da empresa para sua própria conta, surrupiando todo o dinheiro de Odete por debaixo do pano. A secretária de Marco Aurélio, Aldeíde (Lília Cabral), é uma mulher divertida e simpática que quer tirar vantagem de tudo, mas faz isso de forma cômica. Ela se casa com um português rico e acaba herdando várias quintas. Com o desejo de ser famosa, ela usa o dinheiro de suas propriedades e grava um comercial onde não vende nada, mas que promete "incendiar essa cidade". Marco Aurélio tem uma irmã, Cecília (Lala Deheinzelin), que mantém um romance com Laís (Cristina Prochaska), uma moça bonita e simpática. Entretanto, Cecília acaba morrendo em um acidente de carro e deixa seus bens para Laís, o que acaba gerando revolta em Marco Aurélio. Disposto a tomar sua herança, ele faz de tudo para que ela não receba a fortuna. Ainda há Leila (Cássia Kis), ex-mulher de Ivan com quem teve o garoto Bruno (Danton Mello). Inicialmente, vai trabalhar como secretária de Renato Filipelli (Adriano Reys), amigo de Rubinho e primo de Marco Aurélio, com quem mora, e começa a namorar o patrão. Marco Aurélio então "rouba" a namorada do primo e se casa com Leila, que vê no empresário uma maior estabilidade financeira.
A trama passa então a mostrar a dualidade: Maria de Fátima, rica com o casamento arranjado e enganando todos ao seu redor, enquanto Raquel, vendendo sanduíches na praia, acaba subindo na vida e, de maneira honesta, vira dona de uma rede de restaurantes industriais e se torna uma mulher rica, mas sem esquecer dos seus princípios.

## Produção
A telenovela teve títulos provisórios de: Pátria Amada ou Bufunfa.
Para escrever a história, Gilberto Braga se inspirou no filme Alma em Suplício, produzido em 1945. Do filme foi extraída a história da mãe que sofre o desprezo da filha.
No capítulo de estreia, as personagens da novela das 19h, Sassaricando, comentaram sobre o primeiro capítulo de Vale Tudo. Na ocasião, Lucrécia, personagem de Maria Alice Vergueiro, diz que não quer perder o primeiro capítulo da nova novela de Gilberto Braga. Essa menção foi uma homenagem de Silvio de Abreu à trama que estrearia naquela noite.
Foi a primeira novela dos atores Adriana Esteves, Cláudia Rangel, Humberto Martins, Lu Grimaldi, Edson Fieschi, Marcos Oliveira (todos em participação especial), Marcello Novaes, Paulo Reis, Renata Castro Barbosa,Otávio Müller, Lala Deheinzelin, João Camargo e Flávia Monteiro.
A novela teve a abertura criada pela equipe de Hans Donner. A canção "Brasil", do álbum Ideologia, composta por Cazuza, Nilo Romero e George Israel e interpretada por Gal Costa, era acompanhada por um mosaico de imagens que procuravam compor um retrato do país. Em um contexto econômico de hiperinflação no Brasil, com o fracasso do Plano Bresser no final dos anos 80, a trama tinha como temas principais a corrupção, a falta de ética e a inversão de valores no país. Ao final da vinheta, as imagens formavam a Bandeira do Brasil.
A telenovela sofreu com a censura da Divisão de Censura de Diversões Públicas (DCDP), onde diálogos a respeito do relacionamento homoafetivo das personagens Cecília e Laís, foram vetados, assim como as discussões a despeito da sexualidade do personagem Tiago. A censura também afetava os personagens Marco Aurélio e César, que tinham em sua falas originais palavrões, usados para explicitar o mau caratismo de ambos. Tão situação obrigou aos autores a driblar o órgão censor, utilizando-se da cacofonia, mas o drible não passou despercebido por muito tempo e tais vícios de linguagem tiveram de ser evitados. Vale Tudo foi o último folhetim censurado pelo DCDP, que foi extinto em 1988 com o surgimento da Constituição cidadã. 
A novela trouxe um dos mais famosos temas de suspense "quem matou" da história da dramaturgia. No capítulo 193, exibido no dia 24 de dezembro de 1988, sábado e véspera de Natal, a vilã Odete Roitman foi assassinada com três tiros. No último capítulo, revela-se que Odete Roitman havia sido morta por engano, por Leila, que pensa estar atirando em Maria de Fátima, que havia se tornado amante de seu marido, Marco Aurélio, ex-genro de Odete. A cena do disparo foi gravada no mesmo dia da exibição do último capítulo, quando a identidade do assassino foi revelada. Nem os atores conheciam o verdadeiro final, que foi gravado em cinco versões diferentes.

## Exibição
Vale Tudo foi exibida na faixa das 20 horas da TV Globo de 16 de maio de 1988 a 6 de janeiro de 1989 em 204 capítulos, sendo o último reprisado em 7 de janeiro. O primeiro e o segundo foram editados para veiculação única na noite da estreia, enquanto o de número 122 foi dividido em dois. Os capítulos 90 e 91 foram transmitidos na mesma noite, de 26 de agosto de 1988, como medida estratégica da emissora, que pretendia concorrer com a exibição do filme Rambo - Programado para Matar no SBT e implicar em sua repercussão. O longa, no entanto, foi reprogramado para entrar no ar após a novela.

### Reprises
Foi reprisada pelo Vale a Pena Ver de Novo de 11 de maio a 06 de novembro de 1992, substituindo Fera Radical e sendo substituída por Bebê a Bordo, em 129 capítulos.
Foi reprisada na íntegra pelo Viva, entre 04 de outubro de 2010 a 13 de julho de 2011, às 00h45, com reapresentação no dia seguinte às 12h30, sendo substituída por Roque Santeiro.
Foi reprisada pela segunda vez em comemoração aos trinta anos da trama, pelo Viva entre 18 de junho de 2018 a 08 de fevereiro de 2019, às 15h30, com reapresentação às 00h00, substituindo Bebê a Bordo, sendo substituída por Porto dos Milagres.

### Exibição internacional
Vale Tudo foi exibida em mais de trinta países, como Alemanha, Angola, Argentina, Bélgica, Canadá, Chile, Cuba, Espanha, Estados Unidos, Itália, Peru, Polônia, Turquia, Uruguai e Venezuela.
Foi exibida em Portugal pela RTP1, em substituição da novela Sassaricando, no horário das 20h. Teve o primeiro capítulo exibido em 6 de dezembro de 1989 e o último em 22 de junho de 1990, totalizando 140 capítulos.
Em 26 de setembro de 2011, Vale Tudo estreou no horário das 17 horas na TV Globo Internacional da África. Terminou em 6 de abril de 2012, totalizando 136 capítulos.[carece de fontes?]

### Outras mídias
Em outubro de 2014 foi lançada em DVD pela Globo Marcas.
Em 20 de julho de 2020, foi disponibilizada pelo Globoplay, como parte do Projeto Resgate, na versão exibida pelo canal Viva, com imagem no formato 16:9 (tela esticada). Em 20 de janeiro de 2025, foi atualizada pela plataforma de streaming da Globo como parte do Projeto Originalidade, com a atualização para o formato de exibição original; com o formato de imagem restaurado em 4:3, além de aberturas, vinhetas de intervalo e encerramento originais.

## Música
As trilhas sonoras nacional e internacional foram lançadas originalmente em 1988. A produção da primeira, com canções inéditas e versões gravadas para a novela, ficou a cargo de Max Pierre e Aramis Barros, e as faixas da segunda foram selecionadas por Sergio Motta. O álbum nacional foi remasterizado e relançado em CD pela Som Livre em 2001.

## Recepção
Na época, os bordões "te mete" e "o sangue de Jesus tem poder" falados por Raquel (Regina Duarte) viraram marcas da sua personagem; este último especialmente entre os religiosos.
O maior destaque da trama foi Odete Roitman, interpretada pela atriz Beatriz Segall, considerada a maior vilã da história da teledramaturgia. Destaque também para Glória Pires interpretando Maria de Fátima, que foi considerada também uma das maiores vilãs de todos os tempos, e eleita "a filha mais ingrata da TV". Na trama, chegou a arquitetar uma tentativa de homicídio contra Solange, vender seu próprio filho e deixar sua mãe morando na rua. Renata Sorrah interpretou uma das personagens mais populares de sua carreira: a alcoólatra Heleninha Roitman. O nome da personagem virou referência para quem bebia demais.

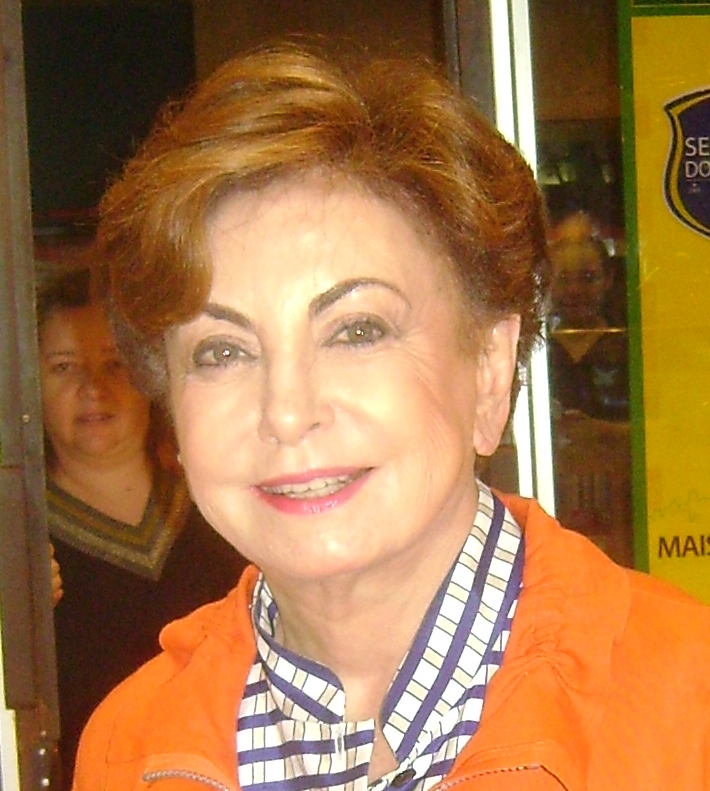
Beatriz Segall afirmava que depois de mais de 20 anos da exibição da novela ainda a chamavam de Odete Roitman.

Vale Tudo é marcada por várias cenas antológicas, como a cena do primeiro capítulo, em que Raquel descobre que a filha Maria de Fátima vendeu a casa e sumiu com o dinheiro; a cena do capítulo 14, de 31 de maio de 1988, em que Fátima encontra Raquel vendendo sanduíche na praia; a cena do capítulo 80, de 15 de agosto de 1988, em que Raquel rasga o vestido de noiva de Fátima antes dela se casar com Afonso; a cena do capítulo 108, de 15 de setembro de 1988, em que Fátima rola as escadarias do Teatro Municipal; o acerto de contas entre Fátima e a jornalista Solange, quando esta descobre a traição do marido Afonso, bem como o acerto de contas entre Fátima e Afonso, quando este descobre a traição de Fátima com o bon vivant César no capítulo 160, de 16 de novembro de 1988, além das cenas de barraco homéricas protagonizadas por Heleninha Roitman, sendo uma das mais fortes e tristes a do capítulo 114, de 22 de setembro de 1988, quando ela, muito alterada pelo álcool, sofre uma tentativa de estupro, é agredida, quebra tudo em um bar de hotel e é levada à uma clínica em uma camisa de força. Também marcaram as cenas finais do último capítulo, quando Leila revela ser a assassina de Odete Roitman e a de Marco Aurélio dando uma banana ao deixar o Brasil.
A novela foi exibida em Cuba em 1995, numa época em que o regime de Fidel Castro autorizara a existência de negócios privados. Os restaurantes particulares da ilha acabaram ganhando o nome de "paladares", nome referente ao restaurante Paladar, criado pela personagem Raquel, que se tornara símbolo dos negócios por conta própria.
O mistério do assassinato de Odete Roitman lançou a pergunta "quem matou Odete Roitman?", que impulsionou grande repercussão.
Em 2016, um júri convocado pela revista Veja elegeu Vale Tudo junto a Avenida Brasil (2012) as melhores de dezessete novelas da televisão brasileira.

### Audiência
Sua média geral no IBOPE foi de 61 pontos, ocupando a oitava colocação entre as novelas de maior audiência da história da Globo.
Com a morte da vilã Odete Roitman no capítulo 193 (24 de dezembro), a trama atinge a marca de 81 pontos.

### Prêmios
| Ano  | Prêmio                   | Categoria               | Nomeação        | Resultado | Ref.   |
| ---- | ------------------------ | ----------------------- | --------------- | --------- | ------ |
| 1988 | Prêmio APCA de Televisão | Melhor Novela           | Vale Tudo       | Venceu    | [ 48 ] |
| 1988 | Prêmio APCA de Televisão | Melhor Atriz            | Glória Pires    | Venceu    | [ 48 ] |
| 1988 | Prêmio APCA de Televisão | Melhor Ator Coadjuvante | Sérgio Mamberti | Venceu    | [ 48 ] |
| 1988 | Prêmio APCA de Televisão | Revelação Masculina     | Paulo Reis      | Venceu    | [ 48 ] |
| 1989 | Troféu Imprensa          | Melhor Novela           | Vale Tudo       | Venceu    | [ 49 ] |
| 1989 | Troféu Imprensa          | Melhor Atriz            | Beatriz Segall  | Venceu    | [ 49 ] |

## Adaptações
- Em 2002, a TV Globo produziu Vale todo, versão da novela brasileira para distribuição ao mercado hispânico dos Estados Unidos.[50][51] A adaptação é de autoria de Yves Dumont, tem direção de Reinaldo Boury e foi exibida pelo canal Telemundo, que coproduziu a trama.[52][53][54]
- Segundo o colunista Valmir Montarelli, da revista Veja, a TV Globo estaria planejando um reboot da telenovela para o ano de 2025, como base para as comemorações dos 60 anos da emissora e dos 75 anos da televisão brasileira. Além disso, Vale Tudo seria o terceiro remake do horário das nove e o quarto da década de 2020, depois de Pantanal (2022), Elas por Elas (2023) e Renascer (2024).[55] Em 26 de agosto de 2023, a Globo confirmou o nome de Manuela Dias para ser a autora responsável pela adaptação da trama, confirmando a novela na fila das nove para 2025, vindo logo após Mania de Você, de João Emanuel Carneiro.[56] A nova versão também atende a uma necessidade do canal, uma vez que as imagens e algumas tramas da versão original estariam muito desfasadas para os dias atuais, o que impossibilitou uma possível re-reprise em 2022 como substituta de O Clone no Vale a Pena Ver de Novo e também a sua exportação no mercado estrangeiro.[57]